# Keith Mann
Keith Mann – brytyjski obrońca praw zwierząt i pisarz, przez policję uważany za osobę będącą "na szczycie Animal Liberation Front". Jest autorem książki "From Dusk 'til Dawn: An Insider's View of the Growth of the Animal Liberation Movement" wydanej w 2007 roku i opatrzonej przedmową Benjamina Zephaniaha. Dorastał w Rochdale w Wielkim Manchesterze.
Przyjął rolę rzecznika ALF, zdobył wsparcie sławnych osób takich jak Carla Lane i modelka Celia Hammond na rzecz praw zwierząt. Po raz pierwszy zainteresowały się nim media w 1994, gdy w wieku 28 lat został skazany na 14 lat więzienia (zredukowane do 11 lat) za 21 przestępstw, m.in. spalenie samochodów ciężarowych do przewożenia mięsa i ucieczkę z aresztu. W październiku 2005 opuścił więzienie. Kontynuował protesty przeciwko testom na zwierzętach w imieniu Stop Huntingdon Animal Cruelty (SHAC), co uważał za "najważniejszą kampanię" w ruchu wyzwolenia zwierząt.
W wywiadzie dla The Guardian udzielonym w 2005 opowiadał się za ekstremizmem i działaniami bezpośrednimi, argumentując, iż taki rodzaj taktyki jest bardziej wydajny; stwierdził jednocześnie, że chciałby zmienić stan rzeczy za pomocą legalnych metod.